# Sparkasse Schweinfurt-Haßberge
Die Sparkasse Schweinfurt-Haßberge ist ein öffentlich-rechtliches Kreditinstitut mit Sitz in Schweinfurt in Bayern. Ihr Geschäftsgebiet ist die Stadt und der Landkreis Schweinfurt sowie der Landkreis Haßberge. 

## Organisationsstruktur
Die Sparkasse Schweinfurt-Haßberge ist eine Anstalt des öffentlichen Rechts. Rechtsgrundlagen sind das Sparkassengesetz, die bayerische Sparkassenordnung und die durch den Zweckverband der Sparkasse erlassene Satzung. Organe der Sparkasse sind der Vorstand und der Verwaltungsrat.

## Geschäftszahlen
Die Sparkasse Schweinfurt-Haßberge betreibt als Sparkasse das Universalbankgeschäft.
Die Sparkasse Schweinfurt-Haßberge wies im Geschäftsjahr 2023 eine Bilanzsumme von 4,745 Mrd. Euro aus und verfügte über Kundeneinlagen von 3,662 Mrd. Euro. Gemäß der Sparkassenrangliste 2023 liegt sie nach Bilanzsumme auf Rang 100. Sie unterhält 41 Filialen/Selbstbedienungsstandorte und beschäftigt 680 Mitarbeiter. Die Rangliste umfasst insgesamt 403 Sparkassen.

## Sparkassen-Finanzgruppe
Die Sparkasse Schweinfurt-Haßberge ist Teil der Sparkassen-Finanzgruppe. Die Sparkasse vertreibt daher z. B. Bausparverträge der LBS, offene Investmentfonds der Deka und vermittelt Versicherungen der Versicherungskammer Bayern.

## Geschichte

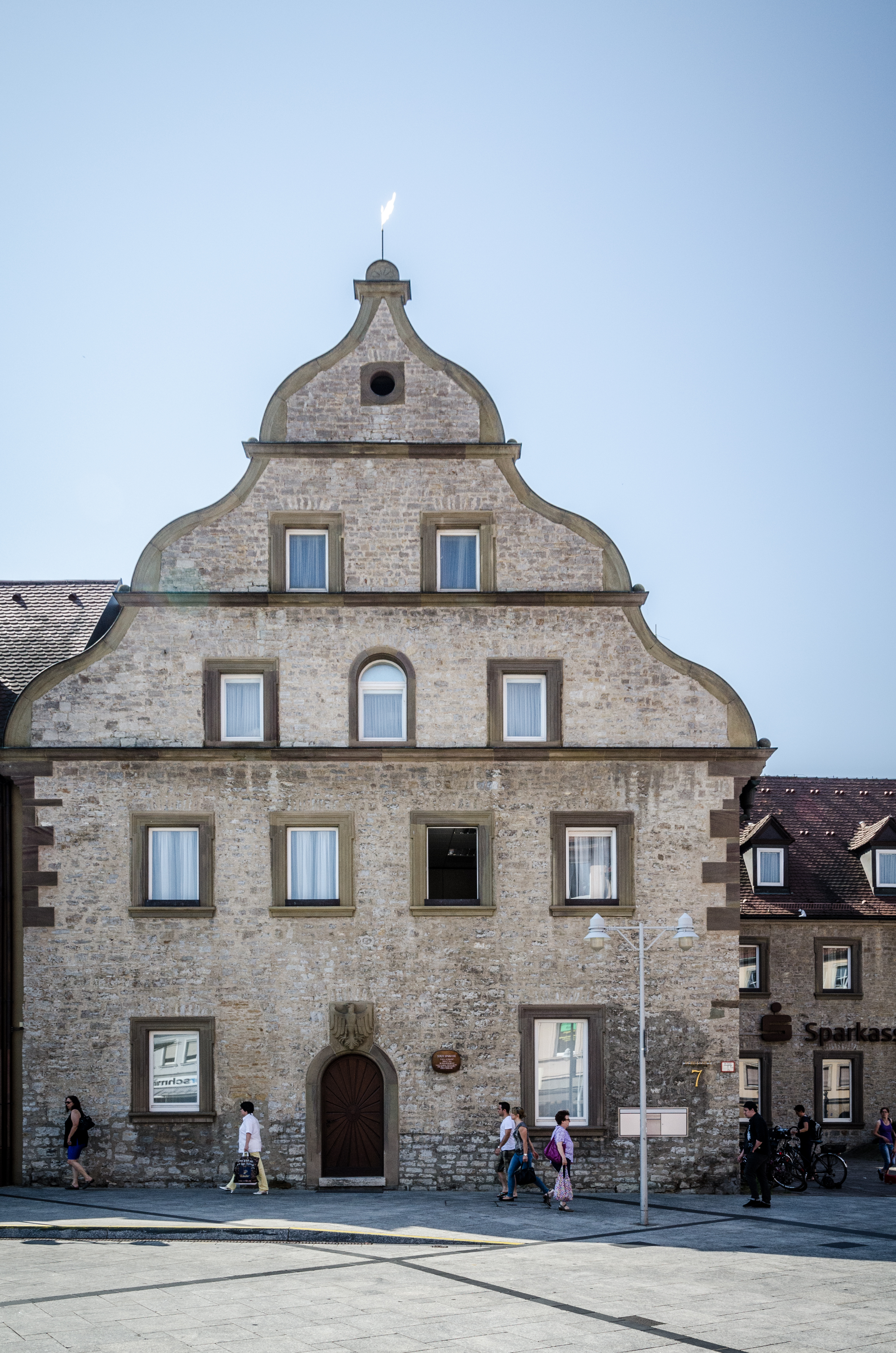
Ostflügel der Schranne (ab 1560) am Roßmarkt

1823 war die Gründung der Ersparnis-Anstalt Städtische Sparkasse Schweinfurt, untergebracht wurde sie im Rathaus der Stadt. 1837 erfolgte eine Gründung der Sparkasse mit Geschäftsgebiet Gerolzhofen und 1839 einer Sparkasse mit Geschäftsgebiet Werneck.
1934 wurden die Bezirkskassen Werneck und Schweinfurt zur Kreissparkasse Schweinfurt vereinigt, Schweinfurt wurde Hauptstelle, Werneck Hauptzweigstelle. 1935 erfolgte ein Umzug der Städtischen Sparkasse Schweinfurt vom Rathaus in den historischen Gebäudekomplex Schranne am Roßmarkt. 1949 wurde das Geschäftsgebiet der Kreissparkasse Schweinfurt erweitert. Von 1950 bis 1953 erfolgte ein Umbau und Wiederaufbau der im Krieg teilweise zerstörten Schranne. 1964 wurde das Hauptgeschäftsstellengebäude der Kreissparkasse Schweinfurt am Jägersbrunnen ausgebaut.
1973 kam es zum Zusammenschluss der Kreissparkasse Schweinfurt mit der Sparkasse Gerolzhofen und 1975 folgte eine Übernahme der Geschäftsstellen Stadtlauringen und Oberlauringen, beide Mal im Zuge der bayerischen Gebietsreform. 1982 wurde das erweiterte und völlig umgestaltete neuen Hauptgeschäftsstellengebäude der Kreissparkasse am Jägersbrunnen bezogen.
2007 fusionierten die Städt. Sparkasse und die Kreissparkasse Schweinfurt zur Sparkasse Schweinfurt. 2011 erfolgte ein Umbau beider Sparkassengebäude. Im Mai 2011 wurden das Kundenzentrum am Roßmarkt und das Firmenkundenzentrum am Jägersbrunnen eröffnet. Im Jahre 2018 wurden die Sparkasse Schweinfurt und die Sparkasse Ostunterfranken zur Sparkasse Schweinfurt-Haßberge vereinigt.